# 정연웅
정연웅(鄭然雄, 1992년 8월 31일 ~ )는 대한민국의 축구 선수이며 포지션은 공격형 미드필더이다.

## 같이 보기
축구